# Matrimonio igualitario en Ucrania
Ucrania no reconoce el matrimonio igualitario ni las uniones civiles. La Constitución de Ucrania define el matrimonio como la unión entre «una mujer y un hombre». El reconocimiento legal de las parejas del mismo sexo se ha convertido en un tema especialmente urgente desde el inicio del proceso de adhesión a la Unión Europea en 2022 y la invasión rusa durante la guerra ruso-ucraniana.
En agosto de 2022, el presidente Volodímir Zelenski declaró que su gobierno trabajaba en la aprobación de una ley de uniones civiles que otorgaría a las parejas del mismo sexo algunos de los derechos y beneficios del matrimonio. En abril de 2023, se presentó una petición a la Rada Suprema en apoyo de las uniones civiles. En mayo de 2023, Zelenski informó que el Ministerio de Justicia trabajaba en la introducción de una legislación sobre uniones civiles. Las encuestas sugieren que la mayoría de los ucranianos apoyan el reconocimiento legal de las uniones registradas entre personas del mismo sexo. Ucrania también está obligada a introducir una ley de uniones entre personas del mismo sexo en virtud de una sentencia de junio de 2023 del Tribunal Europeo de Derechos Humanos.

## Uniones civiles

### Plan de acción de 2015
El 23 de noviembre de 2015, el Gobierno de Ucrania aprobó un plan de acción para implementar una «Estrategia Nacional de Derechos Humanos» hasta 2020, que incluía la promesa de redactar un proyecto de ley para crear uniones civiles tanto para parejas heterosexuales como homosexuales antes de 2017. Sin embargo, a principios de 2018, el Ministerio de Justicia, liderado por Pavlo Petrenko, declaró que el proyecto de ley no pudo ser implementado debido a «numerosas apelaciones de los consejos regionales, el Consejo de Iglesias y otras organizaciones religiosas».

### Petición de 2022
El 3 de junio de 2022, se lanzó una petición en línea en el sitio web oficial del presidente de Ucrania solicitando la legalización del matrimonio igualitario. La petición reunió firmas rápidamente, y para el 13 de julio había reunido más de 28 000. Cualquier petición que supere las 25 000 firmas será automáticamente considerada por el presidente. El 2 de agosto de 2022, el presidente Volodímir Zelenski afirmó que sería imposible legalizar el matrimonio entre personas del mismo sexo sin una enmienda a la Constitución de Ucrania, , y que «la Constitución de Ucrania no puede modificarse durante la ley marcialo el estado de emergencia». Sin embargo, dijo que su gobierno trabajaría en un proyecto de ley para legalizar las uniones civiles en Ucrania e hizo un llamado al primer ministro Denys Shmyhal para abordar el tema.
Ucrania está obligada por el fallo del Tribunal Europeo de Derechos Humanos en el caso Fedotova a brindar reconocimiento legal a las uniones entre personas del mismo sexo. El tribunal dictaminó que el Artículo 8 del Convenio Europeo de Derechos Humanos, garantiza el derecho a la vida privada y familia e impone a todos los estados miembros del Consejo de Europa la obligación positiva de reconocer las uniones homosexuales.

### Introducción de legislación en 2023
La introducción de las uniones civiles permitiría a las parejas del mismo sexo gozar de algunos de los derechos y beneficios del matrimonio, incluyendo derecho de propiedad, manutención, herencia, entre otros. La diputada Inna Sovsun del partido Voz dijo que estaba considerando presentar su propio proyecto de ley sobre uniones civiles ante la Rada Suprema si el gobierno no lo hacía. Presentó un proyecto de ley con 18 coautores en marzo de 2023, y fue aprobado por dos comités parlamentarios con apoyo unánime en mayo. Ese mismo mes, Zelenski  declaró que el Ministerio de Justicia estaba trabajando en la introducción de su propio proyecto de ley. El Ministerio dio aprobación final a un borrador el 22 de octubre de 2023, y el gobierno se comprometió a aprobarla antes de que terminara el año.
El político conservador Andriy Kozhemiakin del partido Batkivshchina dijo al Parlamento en junio de 2023 que apoyaba la medida porque «si nunca existirá en Rusia, debería existir y ser apoyada aquí». Sin embargo, el proyecto se ha estancado debido a la oposición de miembros del Comité de Asuntos Jurídicos. En agosto de 2024, el Comité de Salud Nacional recomendó al Parlamento aprobar la legislación. Zelenski reiteró su apoyo en noviembre de 2024. El 14 de mayo de 2025, el gobierno aprobó una hoja de ruta para la adhesión de Ucrania a la Unión Europea, que incluía el llamado a adoptar una ley sobre uniones civiles, con su implementación programada para el tercer trimestre de 2025.

## Matrimonio igualitario

### Antecedentes
El artículo 51 de la Constitución de Ucrania, adoptada por la Rada Suprema en 1996, establece: «El matrimonio se basa en el libre consentimiento de una mujer y un hombre. Cada cónyuge tiene los mismos derechos y deberes en el matrimonio y la familia». El Código de Familia de Ucrania tampoco permite los matrimonios entre personas del mismo sexo; el artículo 21 señala que «el matrimonio es la unión familiar entre una mujer y un hombre». En junio de 2018, el Ministerio de Justicia declaró que«no existen fundamentos legales» para el matrimonio igualitario en Ucrania. Sin embargo, Olha Sovgirya, jueza del Corte Constitucional de Ucrania, considera que la Constitución no lo prohíbe, argumentando que «el énfasis del artículo 51 recae en la libertad de casarse con una persona del sexo opuesto, y no en el hecho de que las partes deban ser de diferente sexo».

### Maymulakhin and Markiv v. Ukraine
El 1 de junio de 2023, el Tribunal Europeo de Derechos Humanos (TEDH) dictaminó en el caso Maymulakhin and Markiv v. Ukraine que el Gobierno ucraniano había violado los derechos humanos de Andriy Maymulakhin y Andriy Markiv, una pareja del mismo sexo, al denegarles una licencia de matrimonio. La pareja había sido rechazada en siete registros civiles en Kiev en octubre de 2014, y presentó una demanda ante el TEDH en noviembre de 2014.

## Opinión pública
La Invasión rusa a Ucrania de 2022 ha reforzado el apoyo al reconocimiento de las uniones entre personas del mismo sexo en Ucrania. Encuestas realizadas por Nash Svit para el Instituto Internacional de Sociología de Kyiv mostraron que la oposición a las uniones civiles entre personas del mismo sexo disminuyó del 69% en 2016 al 42% en 2022.
Una encuesta de 2022 realizada por el Centro de Experticia Social del Instituto de Sociología de la Academia Nacional de Ciencias de Ucrania mostró que el 27% de los ucranianos apoyaba el matrimonio igualiratio, y el 26% lo apoyaba con «algunas excepciones», lo que significa que el 53% apoyaba el reconocimiento de las uniones entre personas del mismo sexo en alguna forma. Esto representó un gran aumento respecto a 2016, cuando el 33% de la población apoyaba el reconocimiento de dichas uniones.
Según una encuesta realizada en enero de 2023, el 56% de los ucranianos estaba de acuerdo con que las parejas del mismo sexo tuvieran derecho a registrar su relación como unión civil, mientras que el 24% se oponía. Además, el 44% de los ucranianos apoyaba el matrimonio igualitario, mientras que el 36% se oponía, y el 30% apoyaba la adopción por parejas del mismo sexo, mientras que el 48% se oponía.